# Feketekopoltyú-betegség
A feketekopoltyú-betegség, más néven feketefolt-betegség az Atlanti- és a Csendes-óceánban számos tengeri élőlényt, például kagylókat és rákokat érintő betegség. Nevét a rá jellemző láthatóan megfeketedett kopoltyúkról kapta, ezt feltehetően a Fusarium solani gomba vagy hasonló csillós okoz. Az érintett halak emberi fogyasztásra alkalmasak.
Számos akvakultúra-közösség és halászati szervezet 1996 óta tartó állandó jelentős csökkenést figyelt meg az egészséges halak mennyiségében, ez az élelmiszeriparban jelenlévő egészségesrák- és -halhiányhoz hozzájárul. Az ezt okozó gomba eredete ismeretlen és nem valószínű megszűnte. Ok-okozati kapcsolat ismert a betegség és környezeti tényezők, például a szennyvíz-kontamináció, óceánszennyezés és a klímaváltozás közt.
A betegség prevalenciáját meghatározó tanulmányokat általában egészséges és fertőzött rákok módszeres gyűjtésével végzik a partvonalak mentén. A kutatásban használt két leggyakoribb rákfaj a Litopenaeus setiferus és a Farfantepenaeus aztecus.

## Jellemzők

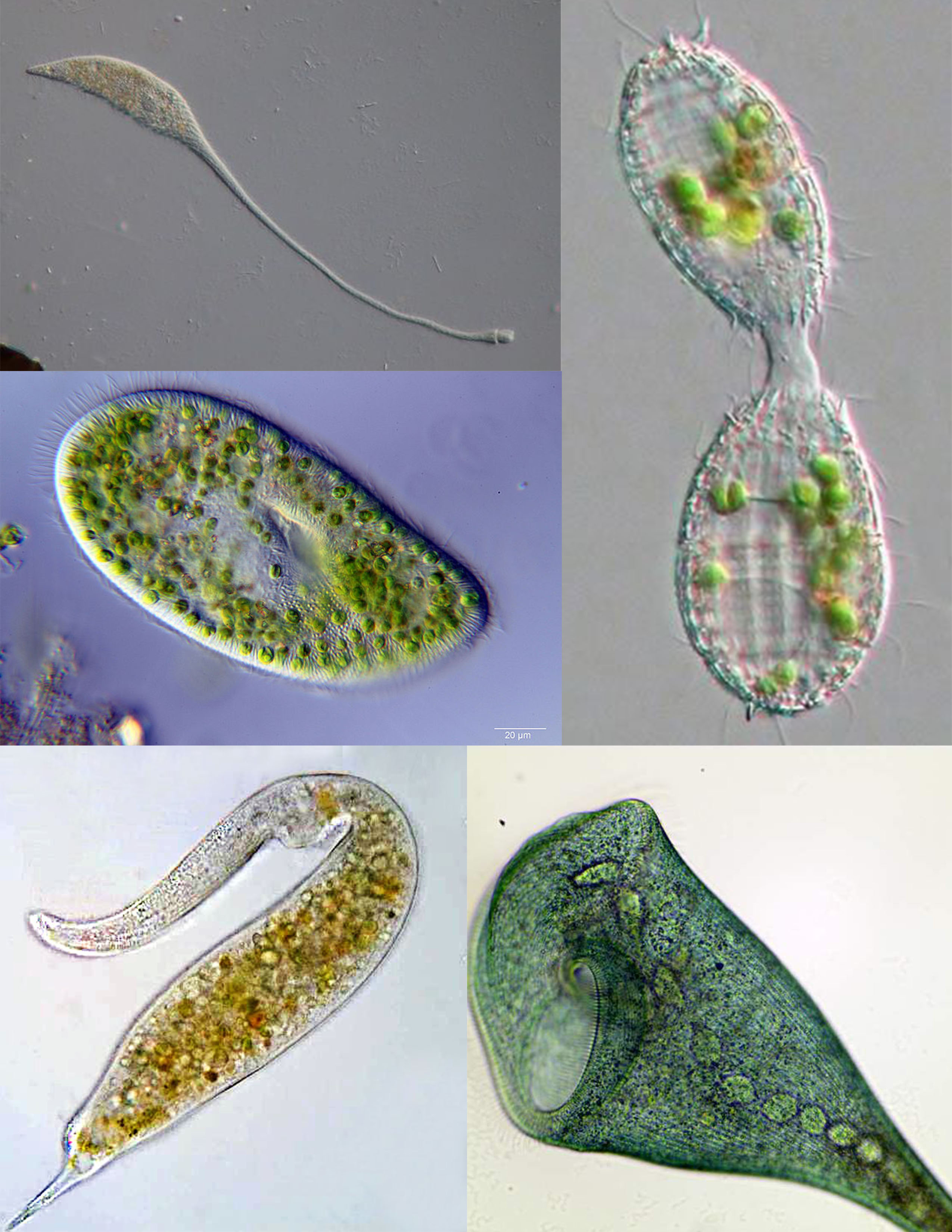
Körkörös gomba csatlakozik egy rák kopoltyúnodulusaihoz.

A feketekopoltyú-betegség szabad szemmel látható. Az érintett kopoltyúkon világosbarna-fekete foltok vagy az egyik vagy mindkét oldalon lévő nagy fekete foltok lehetnek. Az elszíneződés a test többi részétől eltérhet. E tünetek eltérnek a kopoltyúelzáródástól vagy az uszonyrothadástól.
A normál színű rák nem feltétlenül egészséges. Tudósok megfigyelték a csillóst az elszíneződést el nem ért rákokban. Elektronmikroszkóp alatt látva a kerek csillósok a nodulusokhoz kapcsolódnak, cisztás beágyazódást okozva a szövetben. Előfordulhat, hogy a csillós a szöveten áthatol és invazívan él.
A gomba feltehetően fertőző. Befogás után egy fertőzött fej egy teljesen egészséges állat mellett utóbbit fertőzheti.

## Okok
Számos potenciális patogén okozhat feketekopoltyú-betegséget, például baktériumok, vírusok, gombák, csillósok. Az abiotikus stressz (például sérülés vagy idegen test) aktiválhatja a rák immunrendszerét, melanintermelést és a fekete kopoltyú tüneteit okozva.
A Perzsa-öbölben, Kínában és Indiában végzett kutatások alapján a Fusarium solani vagy egy vele rokon gomba okozza a feketekopoltyú-betegséget.

A csillós a halak légzését támadja.

2010 óta folyó, a Georgiai Egyetem által támogatott kutatások kimutatták, hogy egy invazív csillós, talán a Hyalophysa chattoni, a kopoltyúnodulusokhoz csatlakozik. A feltételezett csillós a tengeri élőlényben lévő fenolok oxigénezésének aktiválása során terjed. E folyamat melanint hoz létre, ami a fekete szöveteket okozza. Ezenkívül a csillós gátolja a szükséges légzési folyamatokat és a vér vagy hemolimfa keringését az ionszabályzásban. A beteg kopoltyúk az egész immunrendszert gátolják, korai természetes halált vagy a ragadozók elkerülésére való képtelenséget okozva.
A Zoothamnium gyakran evezőlábú rákok parazitája, emellett azok reprodukciós képességeit csökkenti. Hisztológiai károsodást bár nem okoz, a túl sok kolónia a gazdaszervezet halálát okozhatja.
Az ipari hulladékokból, az olajszennyezésből és az általános vízszennyezésből származó fémkontamináció hozzájárul a rákokban látott feketekopoltyúbetegség-járványhoz. A közvetlen korrelációt nem igazolták.
A hőmérsékletet és a sótartalmat befolyásoló környezeti és klímaváltozások a paraziták, például a csillósok családjainak igazolt forrásai. Irányított környezetben megakadályozható a feketekopoltyú-betegség. Ehhez a víz sótartalmának 1-2%-nak kell lennie, továbbá a víz szűrendő. Tudósok vizsgáltak óceáni élőlényeket a csendes-óceáni tízéves oszcilláció és az El Niño összefüggéseiben, és kimutatták, hogy a feketekopoltyú-betegség ismétlődő előfordulását nagy időjárási események okozzák.

## Érintett régiók
A feketekopoltyú-betegség előfordul halakban és rákokban 4 kontinens lakott partvidékei mentén. Mindegyik régió tudósai végeztek hisztológiai tanulmányokat kontroll- és fertőzött csoportokkal. Az eredmények a feketekopoltyú-betegség jelenlétét mutatják az összes víztestben.

### Ázsia
- Kína: 2020-ban a magas rákhalálarány elleni védekezés végett a kínai rákfarmok a fertőzött példányok genetikai tesztjét végezték, végül a Fusarium solani lett az ok. A kísérleti eredmények a beteg rákokban 88,66%-os halálozási arányt mutattak ki.[8]
- Japán
- Fülöp-szigetek
- India: Több mint 500, India délnyugati partvidékéről gyűjtött élesztőminta alapján legalább 1 gombáról derült ki, hogy halálos a rákokra.[8]

### Észak-Amerika
- Chesapeake-öböl
- Észak-Karolina
- Dél-Karolina
- Georgia: A georgiai Természeti Erőforrások Minisztériuma tudományos célú rákgyűjtést végez 1976 óta, és a 2000-es évek elején kimutatta a feketekopoltyú-betegség jelenlétét.[3]
- Mexikói-öböl

### Ausztrália
- Fekete kopoltyús rákokat észleltek kutatók, itt az Apostomatida családba tartozó csillós volt az ok.

## További befolyás
A tengeriétel-ipar Karolinából eltűnt, Georgiában a rákmennyiség 1996-tól csökkent, 2014-re az ebből származó bevétel felére, 5,5 millió dollárra csökkent.
A Georgiai Egyetem kutatása a délkeleti parti feketekopoltyúbetegség-esetek okára a Hyalophysa chattoni csillósfaj 1634 bp-os 18S-rRNS-génjének első szekvenálásához vezetett. E szekvencia a Biotechnológiai Információk Nemzeti Központja GenBank adatbázisában szerepel.

## Fordítás
Ez a szócikk részben vagy egészben  a   Black gill disease című angol Wikipédia-szócikk ezen változatának fordításán alapul.  Az eredeti cikk szerkesztőit annak laptörténete sorolja fel. Ez a jelzés csupán a megfogalmazás eredetét és a szerzői jogokat jelzi, nem szolgál a cikkben szereplő információk forrásmegjelöléseként.